# Daman Ganga
La Daman Ganga, également connue sous le nom de Dawan, est une rivière de l'ouest de l'Inde. Elle tire sa source dans les Ghats occidentaux et s'écoule vers l'ouest à travers les États de Maharashtra et Gujarat, ainsi que sur le territoire de Dadra et Nagar Haveli et Daman et Diu, pour finir sa course dans la mer d'Arabie,.

## Géographie
De 131 km de longueur, le Daman Ganga tire sa source dans les Ghats occidentaux, près du village d'Ambegaon, dans le district de Nashik de l'État de Maharashtra. Son bassin versant est estimé à 2 318 km2.

## Hydrologie
Son régime hydrologique est dit pluvial tropical à moussons.

## Galerie

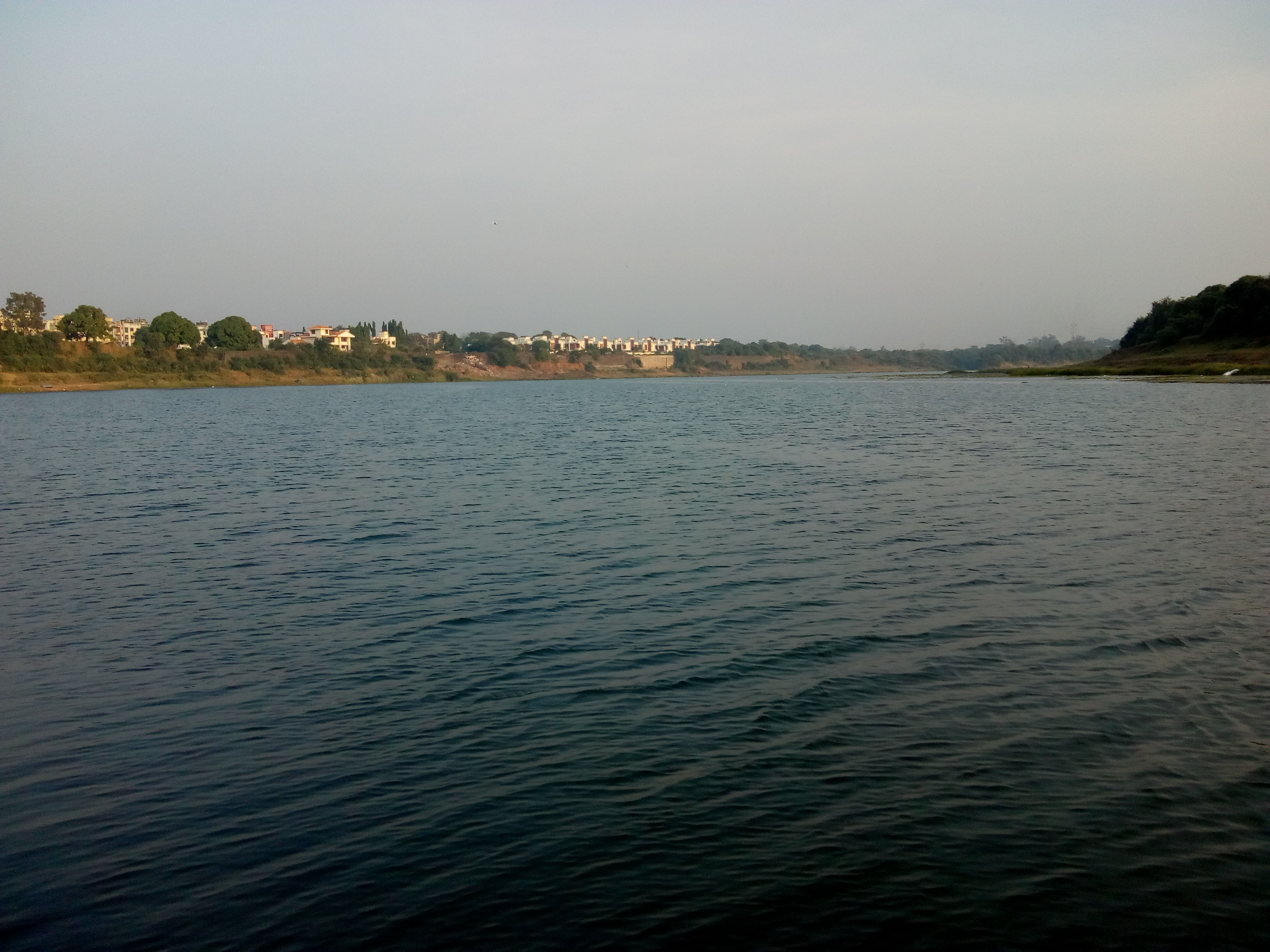
Daman Ganga River at Rameshwar Mahadev Temple Lavachha